# Przodoskrzelne
Przodoskrzelne (Prosobranchia), skrętonerwne (Streptoneura) – wyróżniana dawniej podgromada ślimaków (Gastropoda), do której zaliczano ponad połowę współcześnie żyjących gatunków ślimaków, przede wszystkim morskich i słodkowodnych, rzadziej lądowych. Ich jama płaszczowa oraz skrzela są położone w przedniej części ciała, a boczno-trzewiowe spoidła nerwowe są ósemkowato skręcone. U form lądowych brak skrzeli. Stosunkowo łatwo jest je rozpoznać po występującym wieczku zamykającym muszlę. Są to organizmy najczęściej rozdzielnopłciowe. Większość związana z osadami dennymi, niektóre występują na znacznych głębokościach.
Takson ten okazał się parafiletyczny i nie jest obecnie uznawany. Zaliczane do niego taksony wydzielono do aż pięciu z sześciu obecnie wyróżnianych współczesnych podgromad ślimaków (Patellogastropoda, Vetigastropoda, Cocculiniformia, Neritimorpha i Caenogastropoda).
W Polsce występuje kilkanaście gatunków. Najczęściej spotykane to żyworódki (Viviparus) i zagrzebki (Bithynia).

## Klasyfikacja
Tradycyjnie dzielone były na:
- Diotocardia – dwuprzedsionkowe
- Monotocardia – jednoprzedsionkowe

W późniejszych klasyfikacjach wyróżniono rzędy:
- Archaeogastropoda
- Architaenioglossa
- Entomotaeniata
- Mesogastropoda
- Neogastropoda
- Neritopsina